# 仏原ダム
仏原ダム（ほとけばらダム）は、福井県大野市仏原、九頭竜川水系九頭竜川に建設されたダム。形式は重力式コンクリートダムで高さは48.6メートル。北陸電力の水力発電用ダムであり、西勝原第三発電所（にしかどはらだいさんはつでんしょ）および仏原ダム発電所に送水して合計最大4万9,720キロワットの電力を発生させる。

## 歴史
1957年（昭和32年）、北陸電力は九頭竜川上流部における水力発電所建設計画を発表した。1951年（昭和26年）の設立以来、神通川・常願寺川と順当に開発を進めてきた同社は、次なる開発地点として九頭竜川に着目した。日本発送電から継承し西勝原第一発電所（1万キロワット）・西勝原第二発電所（7,200キロワット）から上流の九頭竜川本川は、ほとんど未開の地であった。現在の九頭竜ダムがある地点に「長野ダム」を、支流・石徹白川（いとしろがわ）に「後野（のちの）ダム」を建設し、両ダムを水路で接続・一体化。「湯上（ゆがみ）発電所」・「西勝原第三発電所」に送水し、合計最大25万キロワットの電力を発生するという壮大な計画である。
しかし、同時期に九頭竜川上流において、北陸電力と同様に大規模な開発を立てていた企業があった。1952年（昭和27年）に電源開発促進法のもと設立され、天竜川・只見川・庄川と、大規模な開発をことごとく成功させてきた電源開発である。このため北陸電力・電源開発両社は計画の一本化に向け協議し合うも収拾はつかず、電力業界や国・地方自治体からの意見をふまえ、再三の計画変更の末、ほぼ電源開発主導のもと進められることになった。こうして、北陸電力は仏原ダムおよび西勝原第三発電所（当初4万8,000キロワット）を新たに建設するのみとなった。
仏原ダムは1965年（昭和40年）に着工、1968年（昭和43年）に完成した。同年には九頭竜ダムも完成し、揚水式水力発電所の長野発電所が運転を開始している。
2000年（平成12年）、北陸電力は仏原ダムにサイフォンの原理で河川維持放流を行うための配管を敷設。2010年（平成22年）には、この河川維持放流水を利用した小規模な水力発電所である仏原ダム発電所（220キロワット）が運転を開始した。仏原ダム直下左岸の建物内に、クロスフロー水車と誘導発電機を組み合わせた水車発電機を1台設置。年間180万キロワット時の電力量を発生し、年間500トンの二酸化炭素排出を削減する。さらに、2017年（平成29年）には西勝原第三発電所の出力を4万9,500キロワットに増強した。

## 周辺

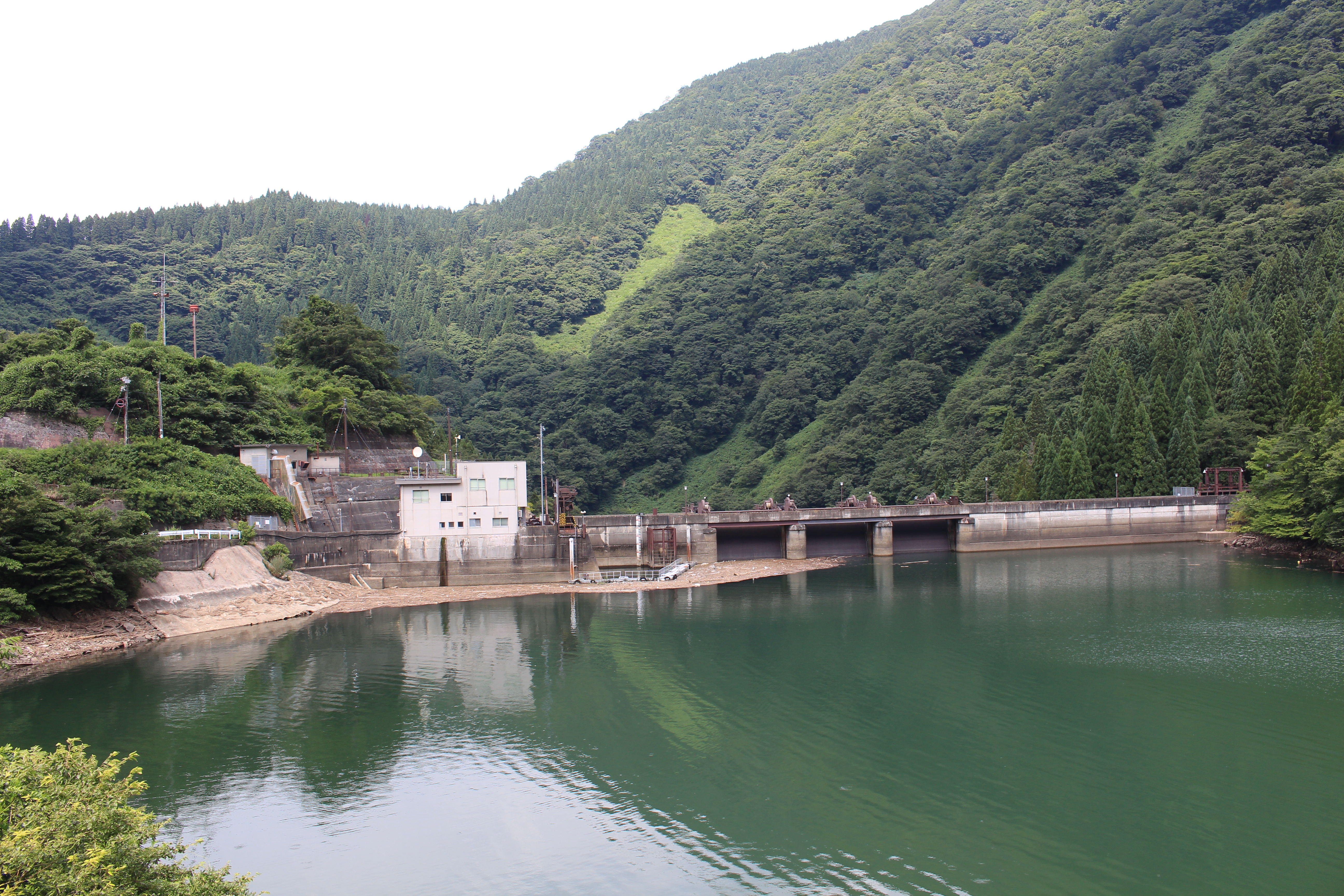
ダム湖畔の国道158号から望む仏原ダム

大野市中心市街地から国道158号を東へ進むと、JR越美北線・勝原駅の手前で道路は極太の水圧鉄管の真下をくぐる。斜面の下に目をやると、この水圧鉄管が西勝原第三発電所に接続されているのがわかる。発電所建物内部には1台の富士電機製水車発電機が設置されている。発電用水車は立軸可動羽根斜流水車（デリア水車）である。
西勝原第三発電所に水を供給しているのが仏原ダムである。発電所を過ぎて九頭竜川上流に進むと、仏原ダムの看板が左に見えてくる。ダム周辺は北陸電力の社有地とあって、自由な散策は制限されている。
仏原ダムの上流には、電源開発の湯上発電所がある。これより上流には九頭竜ダム・長野発電所ほか、電源開発の施設が多く存在している。

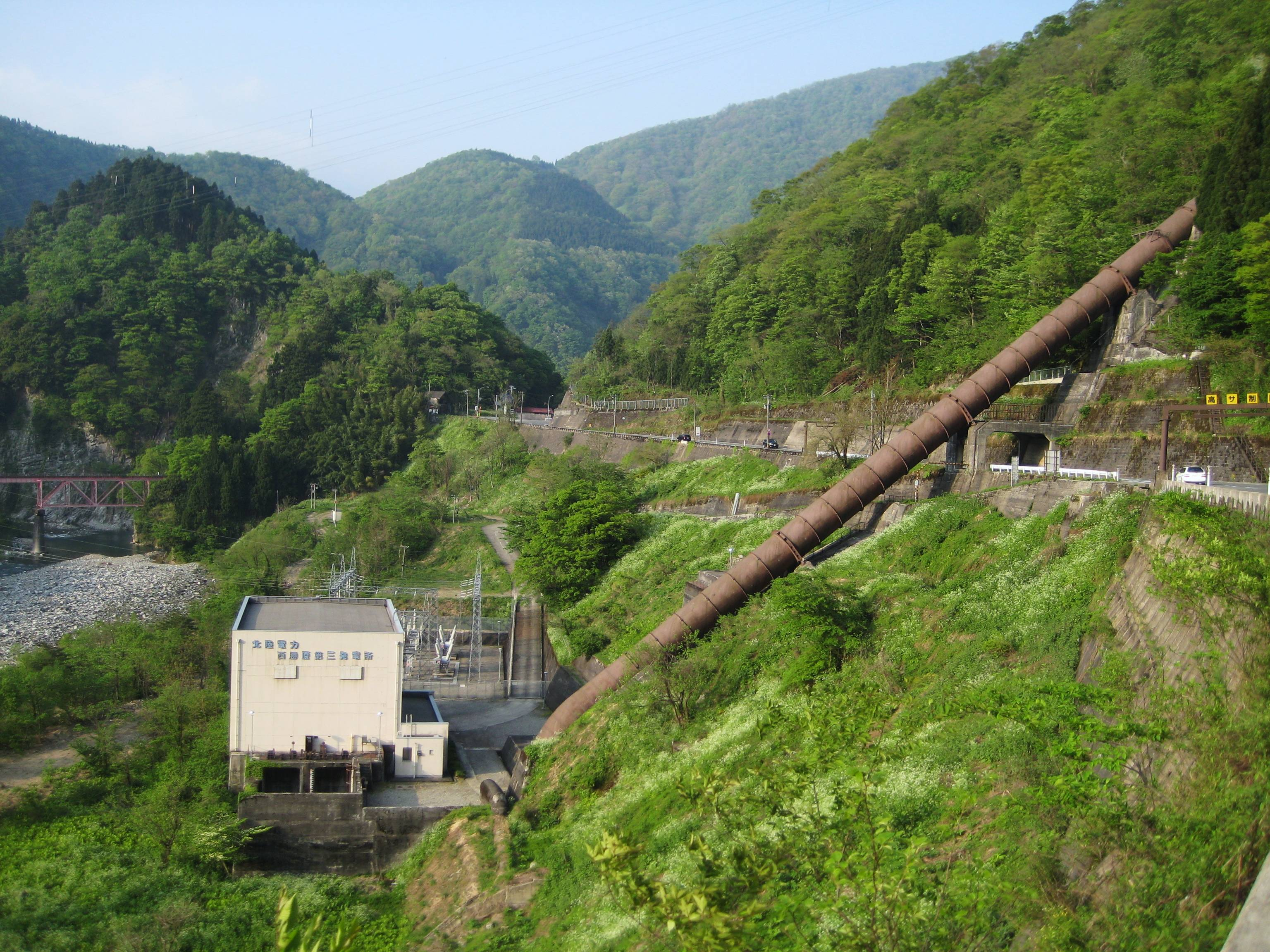
西勝原第三発電所
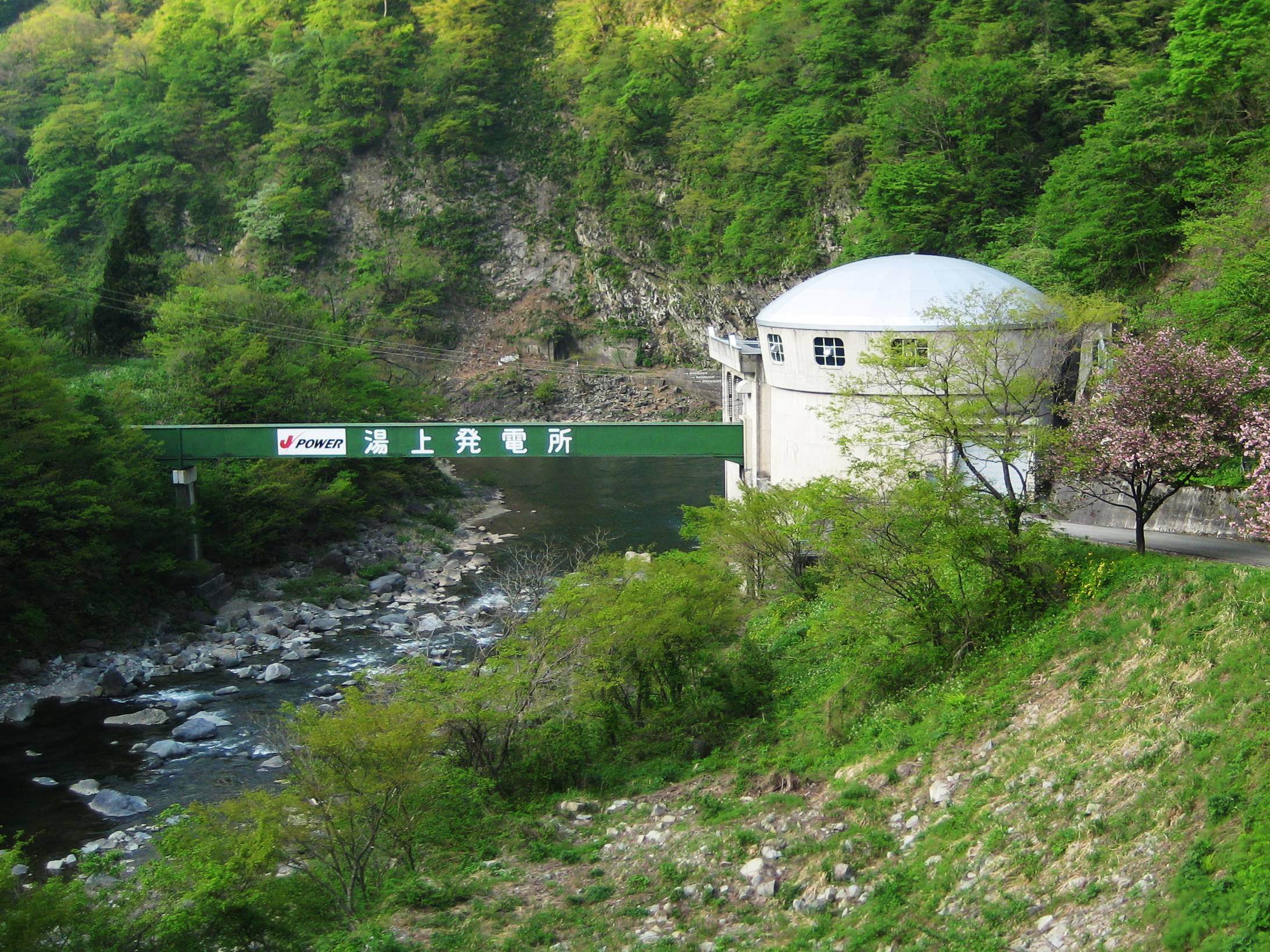
湯上発電所 （電源開発）

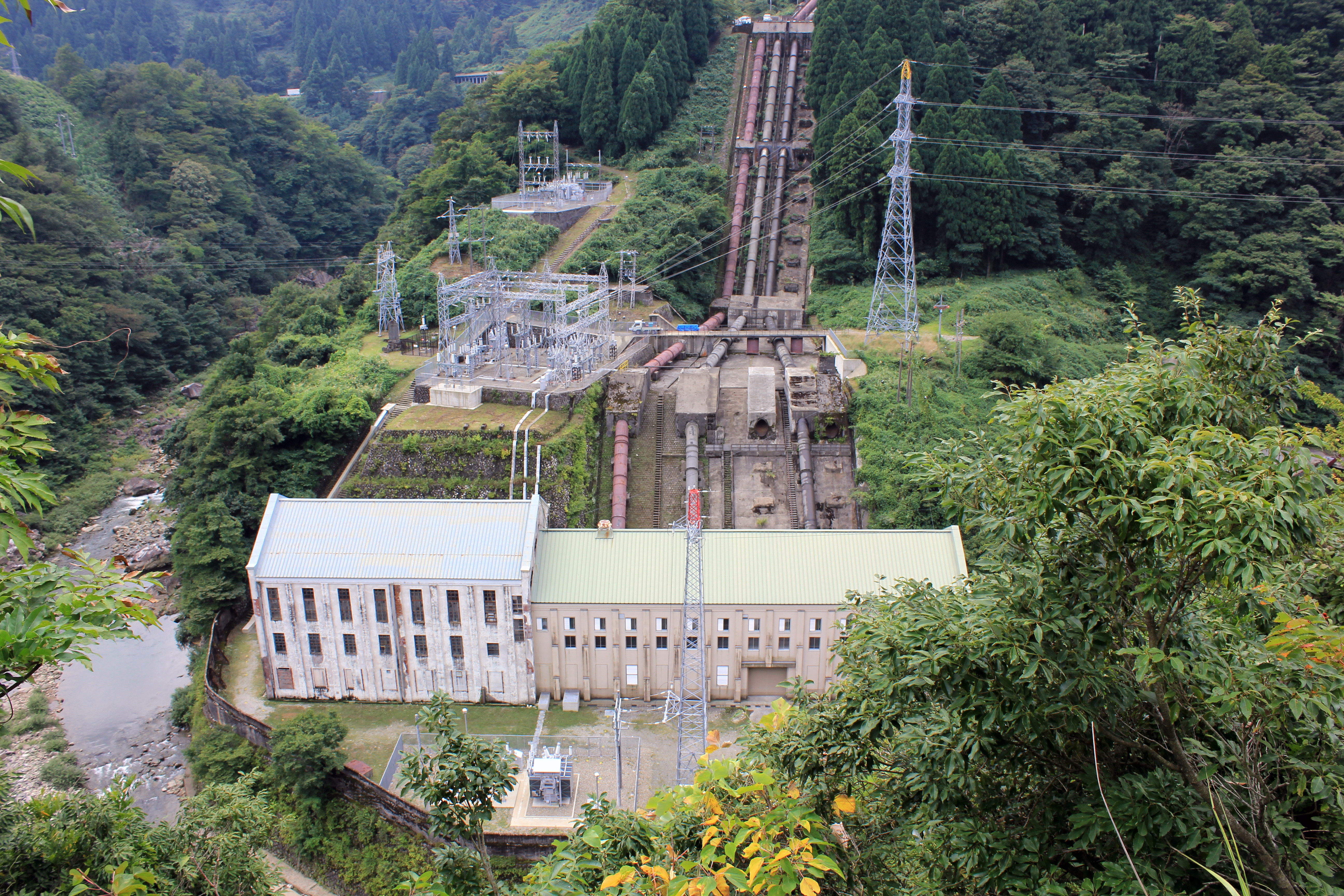
西勝原第一発電所

仏原ダムの下流に建屋を構える西勝原第一発電所は、白山水力が1923年（大正12年）10月に運転を開始した水力発電所である。鷲ダムと湯上発電所の間に位置する堰から水を取り入れている。西勝原第二発電所は西勝原第一発電所の下流に位置し、運転開始は1919年（大正8年）6月25日と、その歴史は第一発電所よりも古い。当初は単に「西勝原発電所」と呼ばれており、これとは別の西勝原第二発電所が存在していた。それは西勝原第一発電所の放水路上に設けられたもので、わずかな落差を最大限に利用すべく、日本で初めてカプラン水車が設置された。これらの発電所はのちに日本発送電に統合され、西勝原第一・第二発電所を西勝原第一発電所に統合し、西勝原発電所を西勝原第二発電所に改名した。現在はともに北陸電力の所有である。